# Дева Мария – майка на църквата (Чипровци)
„Дева Мария – майка на църквата“ е римокатолически параклис в Чипровци, област Монтана.

## История на храма
През 80-те години на XX в. при археологически проучвания под ръководството на археолога Иван Сотиров при развалините на българската средновековна католическа църква „Света Богородица“ в град Чипровци са намерени костите на архиепископ Петър Богдан, епископ Илия Маринов и други духовници монаси-францисканци. От тогава те се съхраняват в местния музей.
През пролетта на 2017 г. отец Иван Топалски, енорийски свещеник в енория „Свети Андрей” в пловдивското село Калояново, заедно с група поклонници, посещават град Чипровци. В града той се запознава с директорката на Историческия музей Анита Комитска, която по-късно го кани за участие в съвета на музея. По време на учредяването на съвета, отец Иван повдига въпроса за костите на тези католически дейци и предлага изграждането на малък параклис, в който да бъдат положени. Идеята получава подкрепа от кмета на общината Пламен Петков, културно-историческите институции в града и общественици като Сийка Тачева, доц. Иван Сотиров и краеведа Никола Николов.
В началото на октомври 2017 год. делегация от 15 свещеници от Софийско-пловдивската епархия, придружени от отец Койчо Димов - енорийски свещеник в село Бърдарски геран и заместник кмет по културата на Община Раковски Божидар Стрехин, посещават Чипровци, където връчват на кмета покана за побратимяване между Раковски и Чипровци. По време на тази визита те посещават останките на средновековната катедрала „Света Богородица“, където измолват вечерна молитва. По-късно посещават и Чипровския манастир. Договор за братство и взаимопомощ е подписан от градоначалниците на двете общини Павел Гуджеров и Пламен Петков в град Раковски на 13 ноември 2017 г. след отслужването на тържествена света литургия в църквата „Пресвето Сърце Исусово“. През декември 2017 г. Общинският съвет в Чипровци гласува отреждането на място като отстъпено право на строеж, на което да бъде изграден самият храм.
На 3 септември 2018 г. е направена първата копка на параклиса и той е осветен от отец Иван Топалски. Няколко дена по-късно по време на честването на 330 години от Чипровското въстание е измолена светата броеница, а след това е отслужена света литургия в памет на починалите католически духовници и на загиналите в боевете на въстанието. Литургията е предстоятелствана от отец Койчо Димов. В тържеството участват свещеници от Софийско-пловдивската епархия, водени от отец Иван Топалски, гости от Община Раковски, поклонниците от Румънския град Винга, наследници на бежанци от въстанието, директорът на музея, както и двама православни духовници.
Параклисът е на площ от 35 кв. м в съседство на останките на средновековния храм и в специално направена капсула, намираща се под олтара са положени костите на архиереите и монасите-францисканци. Строежът на сградата на параклиса e завършен през есента на 2019 г. Архитект на храма е Михаил Радулов. Дарохранителницата и олтарът са изработени в село Житница. Изработено е  разпятието и са закупени статуи на Скръбна Дева Мария и Апостол Иван. Витражите са три - на единия е изобразено Успение Богородично, като припомняне за старата катедрала, на втория витраж е изобразен Свети Франциск, тъй като първите мисионера там са били францисканци и третият е стилизиран символ на Дева Мария.
Храмовият кръст е замислен и реализиран като два кръста вплетени в едно цяло - символ на страданието на Христа и жертвата на католиците на Чипровци от XVII в., посветили живота и делото на Вярата и България. Кръстът е изработен и дарен от Петър Чомаков и неговото семейство от село Житница. Изработен е от неръждаема стомана, а монтирането му е осъществено от доброволци през август 2020 г. Кръстния път, вътре в параклиса, е дарение от потомците на някогашните чипровчани, който понастоящем живея в град Винга, Румъния. Кръстният път е рисуван върху платно от Румен Цветков, преподавател в Професионална гимназия по вътрешна архитектура и дървообработване в Пловдив. Платната са поставени в дърворезбовани рамки.
На 24 февруари 2023 г., в параклиса отец Койчо Димов отслужва Кръстен път и Света литургия. Това е първия Кръстен път, отслужен в Чипровци от XVII век насам.  На 28 септември 2023 г. в навечерието на 335-та годишнина на въстанието, параклисът е осветен от никополския епископ Страхил Каваленов в присъствието на италианския посланик Джузепина Дзара, папския нунциѝ Лучано Суриани, депутата в Румънския парламент от български произход Георги Наков, кмета на Чипровци Пламен Петков, съветника на президента Пламен Славов и много духовници и гости от различни места на българската католическа общност.